# Moings
Moings ist eine Ortschaft und eine ehemalige französische Gemeinde mit zuletzt
181 Einwohnern (Stand: 2015) im Département Charente in der Region Nouvelle-Aquitaine (vor 2016 Poitou-Charentes). Sie gehörte zum Arrondissement Jonzac und zum Kanton Jonzac.
Die früher eigenständige Gemeinde ging mit Wirkung vom 1. Januar 2016 mit Réaux und Saint-Maurice-de-Tavernole in der neu geschaffenen Commune nouvelle Réaux sur Trèfle auf. Der Verwaltungssitz befindet sich im Ort Réaux. Den ehemaligen Gemeinden wurde der Status einer Commune déléguée nicht zuerkannt.
Nachbarorte sind Neuillac im Nordwesten, Sainte-Lheurine im Norden, Arthenac im Nordosten, Allas-Champagne im Osten, Meux im Südosten, Champagnac im Süden, Jonzac im Südwesten und Saint-Germain-de-Lusignan.

## Bevölkerungsentwicklung
| Jahr      | 1962 | 1968 | 1975 | 1982 | 1990 | 1999 | 2008 | 2013 |
| --------- | ---- | ---- | ---- | ---- | ---- | ---- | ---- | ---- |
| Einwohner | 259  | 225  | 211  | 203  | 186  | 176  | 173  | 180  |

## Sehenswürdigkeiten
- Romanische Kirche Saint-Martin, seit 1945 als Monument historique ausgewiesen

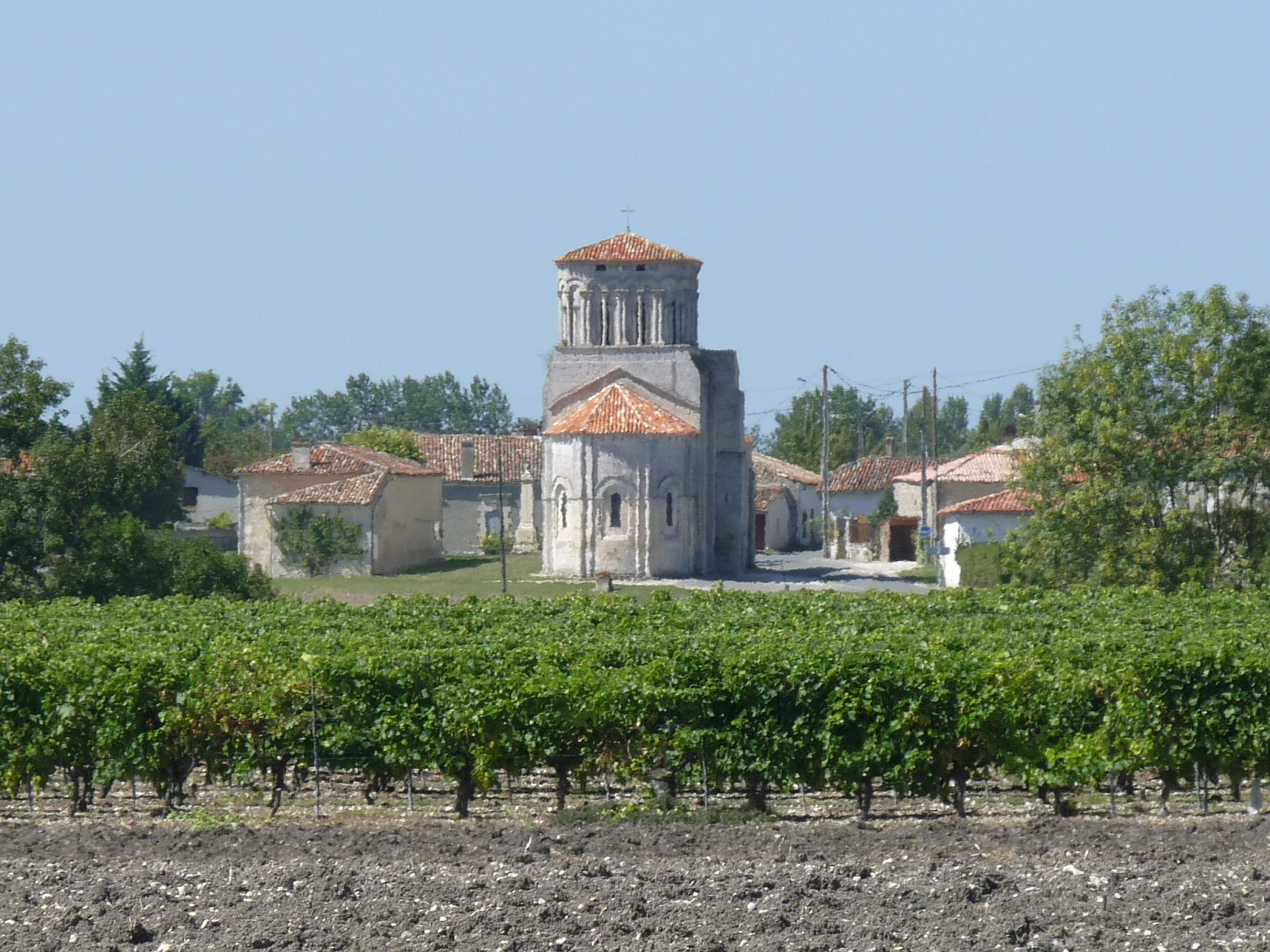
Kirche Saint-Martin